# Patrick Amisi Lupia
 Patrick Amisi Lupia  (né à Kindu le 29 décembre en 1966) est un homme politique de la République démocratique du Congo et député national, élu de la circonscription de Kailo dans la province de Maniema,,,,,.

## Biographie
Patrick Amisi Lupia, il est né à Kindu le 29 décembre 1966, élu député national dans le territoire de Kailo dans la province du Maniema. Il a été ministre provincial de l'Environnement du Maniema.